# Daktil

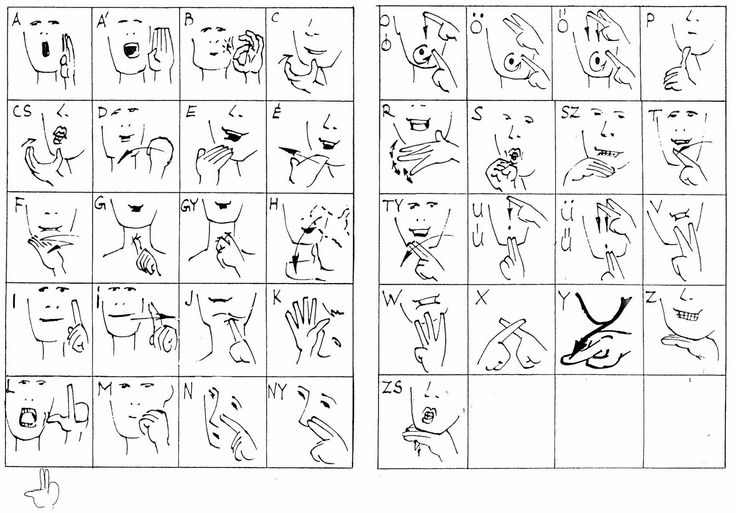
A magyar fonomimika ujjábécé jelei

A daktil (más néven ujjábécé) egy kommunikációs eszköz. Főként, de nem kizárólag a siketek által használt jelnyelvek betűzési rendszereként alkalmazzák, de ettől függetlenül is használható hangzó nyelvek jelelésére. Magyar nyelvterületen inkább a fonomimikai ábécével betűznek a siketek.

## A jelrendszer jellemzése
A jelrendszer alapja: 1 jel = 1 hang, vagyis az adott (például magyar) nyelv minden hangjának megfelel egy, a kéz ujjaival, illetve a kézfejjel mutatott jel. Általában akkor használják, ha a kifejezendő fogalomnak nincs szimbolikus jele. Előnye, hogy teljesen pontos, mindent ki lehet vele fejezni, hátránya viszont, hogy a jelkészlet nyelvenként (magyar, angol, német) egymástól eltérő. Igen sebesen lehet használni.
Minden siket közösségnek megvan a maga ujjábécéje, a magyar siket közösségeknek azonban két ilyen jelrendszerük is van. Az egyik a daktil, a másik pedig a fonomimikai ábécé.
Természetesen a siketeknek is van saját argo szavaik, sőt, csak a családban ismert és használt szókincsük. A daktil nagyon pontos, sokkal egyértelműbb, mint a kéz- és arcmozgással (fono-mimikával) való kifejezés. Már csak azért is, mert a mai Magyarországon 6-7, egymástól 10–30%-ban eltérő jelnyelvi nyelvjárás van. Annak idején, mikor a németből magyarított jelnyelvet akarták megújítani, hat, sajnos egymástól független siket-pedagógiai (szurdopedagógia) és jelnyelvi irányzat alakult ki.
A jelnyelv ma már alkotmányosan elfogadott, önálló, a siket kisebbség által használt nyelv. Alakul, változik, fejlődik, tehát él, mint akár a beszélt nyelv is.

## Története, formái
Az ujjakkal és magával a kézfejjel (kéztartás + ujjtartás), vagy az alkarral történő kommunikáció igen ősi módja a kommunikálásnak (Egyiptom). Használták kiabálás helyett, és titkosítás okán katonák irányítására, de használták a templomok kórusainak irányítására is, amikor több ember pontos éneklését – zenélését irányították úgy, hogy a kéz mozdulatai mintegy emlékeztették az előadókat a dallam (és a szünetekre!) vonalára és az egyes hangok (záróhangok) hosszára. A Brachoho-keironómia (brahiosz = alkar, cherio = kéz, nomosz = törvény)a karral, kézjelekkel való irányítás a zenében. Festészetben számtalan jellemző kéztartást látunk (Krisztus összezárt hüvelyk- és gyűrűsujja, de ez látható Buddha esetében is). A daktil alapja az ősi testbeszéd.
A kézzel való beszéd az Indiában alkalmazott mudrákkal (kéztartás, kifejező, valamit felidéző szimbólum, később vallásos kéztartás) szoros kapcsolatban áll (Dunkel), mert valaha a beszéd = mozgás volt. (vö: Austin: Apeach-Act Theory, Noam Chonsky az agyban eleve adott nyelvi mélyszerkezet + annak biológiai alapja)

## A daktil mint a jelnyelvek betűzési rendszere
Az úgynevezett ujjábécé gyakorlott kézzel igen gyors betűnkénti jelelést tesz lehetővé (300 betű percenként), habár ez még mindig lassabb, mint a jelnyelvi gesztusjelek használata. Az ujjábécé (vagy daktil) minden nyelvben más és más, de természetesen a magyar jelnyelv ismerői tanulják is, ismerik is az ún. nemzetközi ujjábécé-, avagy daktiljeleket.
A daktil egy jele egy fonémának felel meg, a jelnyelvekkel ellentétben, ami gesztusnyelv is, tehát egyetlen mozdulat jelenthet akár egy mondatot is („becsukom az ajtót”, „borotválkozik”, „fenyeget”). Tudniillik számtalan szavunk (pl. mozgást megjelenítő igék, úgymint eszik, iszik, jár, gereblyézik, pelenkázik, fut, követ, zsarol/kényszerít) kifejezhetők egy-egy gesztussal. Tehát a daktil főleg akkor praktikus, ha idegen neveket, külföldi személyneveket, szakszavakat betűnként kell eljelelni.
A daktil alapformája egyszerű, de nem az, ha angol, arab vagy francia hangzókat akarnánk jelelni, hisz sok, számunkra kimondhatatlan, nem jelezhető hangzás is van pl. a szanszkritban, arabban, szuahéliben. A daktil mindig a leírt szavak betűit jelöli.
Az úgynevezett „alapbetűk” az angol ábécé betűinek felelnek meg, a kis- és nagybetűk megkülönböztetése nélkül: a, b, c, d, e, f, g, h, i, j, k, l, m, n, o, p, q, r, s, t, u, v, w, x, y, z.

## Összevetés a fonomimikával
A siketek számára (a hallási sérülés jellegétől függően) nincs igazi különbség pl. az n–ny, a g–gy vagy a t–ty között, de ezek mindegyikének van jele a magyar fonomimikai ábécében.
A fonomimikában a hang (fono-) jelzéséhez mimika (arckifejezés) is társul, illetve a kéztartás gyakran jellemző testrészen vagy az arcon történik, jelentést pontosító szándékkal. Például a magyar jelnyelvben az édes: a kisujj lehúzása függőleges irányban az ajak alatt; néni/orosz: a mutatóujj megérinti az orrcimpát; ecet: savanyú arcot kell vágni, és minden ujjvég az arcot érinti; satöbbi.

## Daktil jelek hallók számára
A daktil már igen elvont szimbólum, de néhány esetben van hasonlóság a kéztartás és a betű között, pl. az o, a p, az x, az y, a z esetében, de hasonlít az i, a j és a k is. Hallóknak is célszerű lenne bármely súlyosabb beszédbeli akadályozottság, dadogás, agyérkatasztrófa vagy diszlexia esetén egy kis jelnyelvet tanulni, mert a bal oldali beszédközpont, a Wernicke- és a Broca-beszédmezők új idegimpulzusokat kapnak a mozgásközpontok, a mozgási memória felől (Dunkel).
Másképp kell hallóknak (szülő, hozzátartozó, gondozó, jelnyelvi tolmács, beszédben akadályozott) jelnyelvet tanulni, mint hallássérülteknek (ld. a jelnyelvi pedagógia alapelvei).

## Lásd még
- Jelnyelv
- Daktüloszok